# Ішеївська печерна система
Ішеївська печерна система (рос. Ишеевская система) — печерна система в Башкортостані, Росія. Печера горизонтального типу простягання. Загальна протяжність — 1002 м. Глибина печери становить 20 м. Категорія складності проходження ходів печери —2А. Печера відноситься до Сімсько-Бельського району Уфімсько-Солікамської області Передуральської спелеологічної провінції.